# Juno Irwin

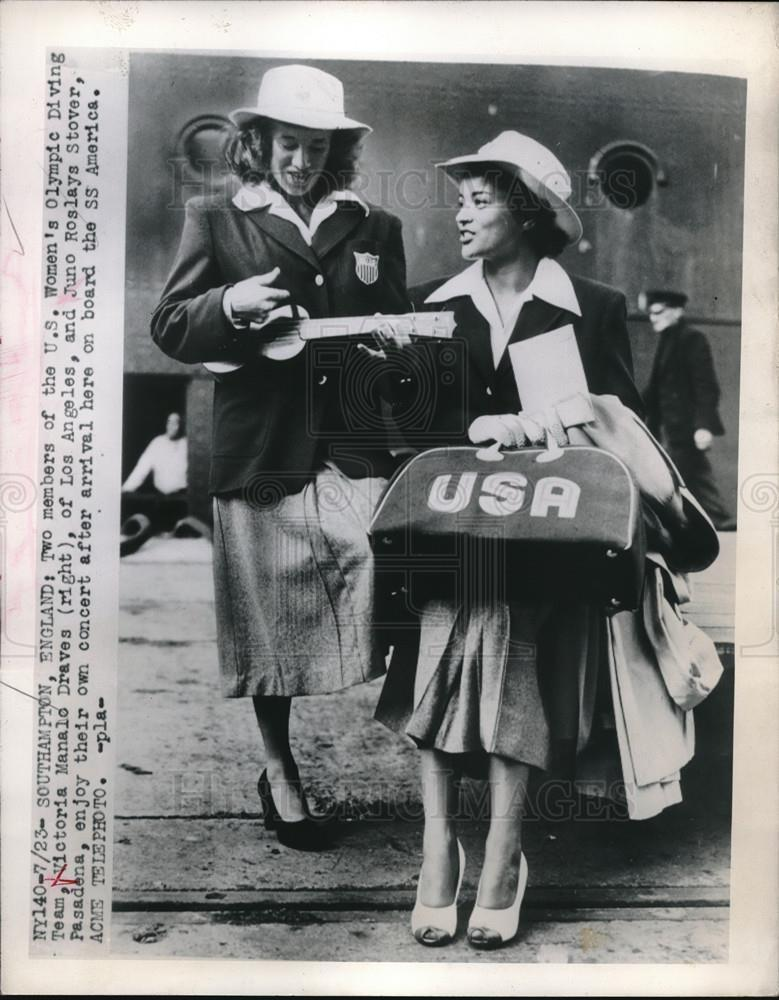
June Stover mit ihrer Ukulele und Victoria Draves (1948)

Juno Jean Irwin, 1948: Juno Jean Stover, später Juno Jean Pope und Juno Jean Cox (* 22. November 1928 in Los Angeles; † 2. Juli 2011 in Union City), war eine Turmspringerin aus den Vereinigten Staaten. Sie gewann 1952 eine olympische Bronzemedaille und 1956 eine olympische Silbermedaille. Bei Panamerikanischen Spielen gewann sie zwei Silbermedaillen.

## Karriere
Juno Irwin vom Los Angeles Athletic Club gewann zwei Meistertitel der Amateur Athletic Union, 1955 und 1960. Sie nahm als einzige Wasserspringerin der Vereinigten Staaten viermal an Olympischen Spielen teil, wobei sie zwischen ihren Olympiastarts jeweils mindestens eins ihrer insgesamt fünf Kinder zur Welt brachte.
Im Aufgebot für die Olympischen Spiele 1948 in London standen mit Victoria Draves, Patricia Elsener zwei Springerinnen, die in beiden Disziplinen antreten sollten, Zoe-Ann Olsen war für das Dreimeterbrett nominiert und Juno Stover für den Turm. Im Wettbewerb vom Turm gewann Draves vor Elsener, Dritte wurde die Dänin Birte Christoffersen. Hinter der Österreicherin Alma Staudinger belegte Juno Stover den fünften Platz.
Vier Jahre später trat sie als Juno Irwin an. Im Aufgebot für die Olympischen Spiele 1952 in Helsinki war nur Patricia McCormick für beide Wettbewerbe nominiert. Zoe-Ann Olsen-Jensen und Caroline Frick waren für das Brett gemeldet, Paula Myers und Juno Irwin für den Turm. McCormick gewann vor Myers und Irwin. Irwin hatte nach der Qualifikation nur einen Hundertstelpunkt vor der Französin Nicole Péllissard gelegen, am Ende waren es 1,41 Punkte Vorsprung auf die viertplatzierte Französin. Zum Zeitpunkt ihres Olympiastarts 1952 war Juno Irwin im vierten Monat schwanger.
1955 trat Juno Irwin auch bei den Panamerikanischen Spielen in Mexiko-Stadt im Turmspringen an und gewann Silber hinter Patricia McCormick. Im Aufgebot für die Olympischen Spiele 1956 in Melbourne war erneut nur Patricia McCormick für beide Wettbewerbe nominiert. Vom Brett traten Jeanne Stunyo und Barbara Gilders an, vom Turm Paula Myers und Juno Irwin. Nach der Qualifikation führte Myers vor den sowjetischen Springerinnen Raissa Gorochowskaja und Tatjana Karakaschjanz. Nach dem Finale erhielt McCormick die Goldmedaille vor Irwin und Myers.
Bei den Panamerikanischen Spielen 1959 in Chicago gewann Paula Pope-Myers beide Titel, am Turm erhielt Juno Irwin einmal mehr die Silbermedaille. Im Aufgebot für die Olympischen Spiele 1960 in Rom waren nur noch zwei Springerinnen pro Wettbewerb vertreten. Paula Pope trat in beiden Disziplinen an, vom Brett Patsy Willard und vom Turm Juno Irwin. Nach der Qualifikation führte die Deutsche Ingrid Krämer vor Paula Pope und Ninel Krutowa aus der Sowjetunion, Juno Irwin lag auf dem sechsten Platz. Im Finale änderte sich auf den ersten drei Plätzen nichts mehr, während sich Irwin auf den vierten Platz verbesserte.
Nach ihrer Karriere als aktive Leistungssportlerin wurde Juno Irwin Jugendtrainerin, später war sie als Trainerin an der University of California, Berkeley. 1980 wurde Juno Irwin in die International Swimming Hall of Fame aufgenommen.